# Nord de l'Amazonas

Étendue de la région du Nord de l'Amazonas.

Le Nord de l'Amazonas est l'une des quatre mésorégions de l'État de l'Amazonas. Elle regroupe sept municipalités groupées en deux microrégions.

## Données
La région compte 115 985 habitants pour 404 980 km2.

## Microrégions
La mésorégion du Nord de l'Amazonas est subdivisée en deux microrégions : la microrégion de Japura et la microrégion du Rio Negro. 